# Ordre de préséance des décorations canadiennes
L'ordre de préséance des décorations canadiennes définit la hiérarchie des ordres, décorations et médailles du Canada.

## Ordre de préséance
Voici l'ordre de préséance canadien pour les décorations et les médailles dans le Régime canadien de distinctions honorifiques. Le cas échéant, les lettres post-nominales sont indiquées.

### Médailles de bravoure
| Ruban | Décoration            | Lettres post-nominales |
| ----- | --------------------- | ---------------------- |
|       | Croix de Victoria     | VC                     |
|       | Croix de la Vaillance | CV                     |

### Ordres nationaux
| Ruban | Ordre | Lettres post-nominales |
| ----- | --- | ---------------------- |
|       | Membre de l'ordre du Mérite                                                                                    | OM                     |
|       | Compagnon de l'Ordre du Canada                                                                                 | CC                     |
|       | Officier de l'Ordre du Canada                                                                                  | OC                     |
|       | Membre de l'Ordre du Canada                                                                                    | CM                     |
|       | Commandeur de l'Ordre du mérite militaire                                                                      | CMM                    |
|       | Commandeur de l'Ordre du mérite des corps policiers                                                            | COM                    |
|       | Commandeur de l'ordre royal de Victoria                                                                        | CVO                    |
|       | Officier de l'Ordre du mérite militaire                                                                        | OMM                    |
|       | Officier de l'Ordre du mérite des corps policiers                                                              | OOM                    |
|       | Lieutenant de l'ordre royal de Victoria                                                                        | LVO                    |
|       | Membre de l'Ordre du mérite militaire                                                                          | MMM                    |
|       | Membre de l'Ordre du mérite des corps policiers                                                                | MOM                    |
|       | Membre de l'ordre royal de Victoria                                                                            | MVO                    |
|       | Baillis ou Dames grand-croix de Ordre très vénérable de l'hôpital de Saint-Jean de Jérusalem (tous les grades) | GCStJ                  |
|       | Chevalier ou Dames de justice ou de grâce de l'Ordre de Saint Jean                                             | KStJ/DStJ              |
|       | Commandeurs de l'Ordre de Saint Jean                                                                           | CStJ                   |
|       | Officier de l'Ordre de Saint Jean                                                                              | OStJ                   |
|       | Membre de l'Ordre de Saint Jean                                                                                | MStJ                   |

### Ordres provinciaux
| Ruban | Ordre                                                            | Lettres post-nominales |
| ----- | ---------------------------------------------------------------- | ---------------------- |
|       | Grand officier et Grande officière de l'Ordre national du Québec | GOQ                    |
|       | Officier ou Officière de l'Ordre national du Québec              | OQ                     |
|       | Chevalier ou Chevalière de l'Ordre national du Québec            | CQ                     |
|       | Membre de l'Ordre du mérite de la Saskatchewan                   | SOM                    |
|       | Membre de l'Ordre de l'Ontario                                   | OOnt                   |
|       | Membre de l'Ordre de la Colombie-Britannique                     | OBC                    |
|       | Membre de l'Ordre de l'excellence d'Alberta                      | AOE                    |
|       | Membre de l'Ordre de l'Île-du-Prince-Édouard                     | OPEI                   |
|       | Membre de l'Ordre du Manitoba                                    | OM                     |
|       | Membre de l'Ordre du Nouveau-Brunswick                           | ONB                    |
|       | Membre de l'Ordre de la Nouvelle-Écosse                          | ONS                    |
|       | Membre de l'Ordre de Terre-Neuve-et-Labrador                     | ONL                    |

### Ordres territoriaux
| Ruban | Ordre                                           | Lettres post-nominales |
| ----- | ----------------------------------------------- | ---------------------- |
|       | Membre de l'Ordre du Nunavut                    | ONu                    |
|       | Membre de l'Ordre des Territoires du Nord-Ouest | OTN-O                  |
|       | Membre de l'Ordre du Yukon                      | OY                     |

### Décorations nationales
| Ruban | Décoration                                         | Lettres post-nominales |
| ----- | -------------------------------------------------- | ---------------------- |
|       | Étoile de la vaillance militaire                   | EVM                    |
|       | Étoile du courage                                  | EC                     |
|       | Croix du service méritoire (division militaire)    | CSM                    |
|       | Croix du service méritoire (division civile)       | CSM                    |
|       | Médaille de la vaillance militaire                 | MMV                    |
|       | Médaille de la bravoure                            | MB                     |
|       | Médaille du service méritoire (division militaire) | MSM                    |
|       | Médaille du service méritoire (division civile)    | MSM                    |
|       | Médaille royale de Victoria                        | RVM                    |

### Médaille nationale
| Ruban | Décoration            |
| ----- | --------------------- |
|       | Médaille du sacrifice |

### Médailles de guerre ou de service opérationnel
| Ruban                            | Décoration                                         |
| -------------------------------- | -------------------------------------------------- |
|                                  | Médaille de Corée                                  |
|                                  | Médaille canadienne de service volontaire en Corée |
|                                  | Médaille du Golfe et du Koweït                     |
|                                  | Médaille de la Somalie                             |
|                                  | Médaille du service en Asie du Sud-Ouest           |
| Étoile de campagne générale (en) |                                                    |
|                                  | Forces alliées                                     |
|                                  | Asie du Sud-Ouest                                  |
|                                  | Expédition                                         |
| Médaille du service général (en) |                                                    |
|                                  | Forces alliées                                     |
|                                  | Asie du Sud-Ouest                                  |
|                                  | Expédition                                         |
| Médaille du service opérationnel |                                                    |
|                                  | Asie du Sud-Ouest                                  |
|                                  | Sierra Leone                                       |
|                                  | Haïti                                              |
|                                  | Soudan                                             |
|                                  | Humanitas                                          |
|                                  | Expédition                                         |

### Médailles de service spécial
| Ruban | Décoration |
| ----- | --- |
|       | Médaille du service spécial (en) avec barrettes (la barrette reçue la première est portée la plus près de la médaille ; avec le ruban, une feuille d'érable d'argent, d'or ou rouge est portée pour montrer respectivement une deuxième, troisième ou quatrième et plus barrette) * Pakistan 1989-90 * Alert * Humanitas * NATO/OTAN * Peace/Paix * Ranger * Expédition |
|       | Médaille canadienne du maintien de la paix (en) |

### Médaille des Nations unies
| Ruban | Décoration |
| ----- | --- |
|       | Médaille des Nations unies pour la Corée                                                                                         |
|       | Médaille de la Force d'urgence (Égypte et Sinaï) des Nations unies (en)                                                          |
|       | Organisme des Nations unies chargé de la surveillance de la trêve en Palestine (UNTSO) et Groupe d'observation au Liban (UNOGIL) |
|       | Médaille du Groupe d'observateurs militaires en Inde et au Pakistan                                                              |
|       | Médaille du Congo |
|       | Médaille de l'Autorité exécutive temporaire en Nouvelle-Guinée occidentale                                                       |
|       | Médaille de la Mission d'observation au Yémen                                                                                    |
|       | Médaille de Chypre |
|       | Médaille de la Mission d'observation en Inde et au Pakistan                                                                      |
|       | Médaille de la Force d'urgence au Moyen-Orient                                                                                   |
|       | Médaille de la Force chargée d'observer le dégagement des Hauteurs du Golan                                                      |
|       | Médaille de la Force intérimaire au Liban                                                                                        |
|       | Médaille du Groupe d'observateurs militaires en Iran et en Irak                                                                  |
|       | Médaille du Groupe d'assistance pour la période de transition en Namibie                                                         |
|       | Médaille du Groupe d'observateur en Amérique centrale                                                                            |
|       | Médaille Mission d'observation en Irak et au Koweit                                                                              |
|       | Médaille de la mission de vérification en Angola                                                                                 |
|       | Médaille de la Mission pour l'organisation d'un référendum au Sahara occidental                                                  |
|       | Médaille de la Mission d'observation au Salvador                                                                                 |
|       | Médaille de la Force de protection en Yougoslavie                                                                                |
|       | Médaille de la Mission préparatoire des Nations unies au Cambodge                                                                |
|       | Médaille pour l'Autorité provisoire des Nations unies au Cambodge                                                                |
|       | Médaille des Opérations des Nations unies en Somalie II                                                                          |
|       | Médaille des Opérations des Nations unies au Mozambique                                                                          |
|       | Médaille de la Mission d'observation des Nations unies en Ouganda et au Rwanda                                                   |
|       | Médaille de la Mission des Nations unies pour l'assistance au Rwanda                                                             |
|       | Médaille de la Mission des Nations unies en Haïti                                                                                |
|       | Verification of Human Rights and Compliance with the Comprehensive Agreement on Human Rights in Guatemala Medal                  |
|       | United Nations Security Council Resolution 1159                                                                                  |
|       | United Nations Preventive Deployment Force                                                                                       |
|       | United Nations Mission in Bosnia and Herzegovina                                                                                 |
|       | Médaille de la Mission d'observation des Nations unies à Prevlaka                                                                |
|       | Médaille de la Mission d'administration intérimaire des Nations unies au Kosovo                                                  |
|       | Observer Mission in Sierra Leone Medal                                                                                           |
|       | Médaille pour l'Administration transitoire des Nations unies au Timor oriental                                                   |
|       | Médaille de la Mission de l'Organisation des Nations unies pour la stabilisation en république démocratique du Congo             |
|       | Médaille de la Mission des Nations unies en Éthiopie et en Érythrée                                                              |
|       | Médaille de la Mission des Nations unies pour la stabilisation en Haïti                                                          |
|       | Médaille de l'Opération des Nations unies en Côte d'Ivoire                                                                       |
|       | Médaille de la Mission des Nations unies au Soudan                                                                               |
|       | Médaille de la Mission intégrée des Nations unies au Timor-Leste                                                                 |
|       | Médaille de la Mission conjointe des Nations unies et de l'Union africaine au Darfour                                            |
|       | Médaille de la Mission des Nations unies au Soudan du Sud                                                                        |
|       | Médaille de la Mission multidimensionnelle intégrée des Nations unies pour la stabilisation au Mali                              |
|       | Médaille du service spécial des Nations unies                                                                                    |
|       | Médaille du guartier général des Nations unies                                                                                   |

### Médailles de l'Organisation du traité de l'Atlantique nord
| Ruban                                    | Décoration                                                          |
| ---------------------------------------- | ------------------------------------------------------------------- |
| Médaille de l'OTAN pour l'ex-Yougoslavie | Médaille de l'OTAN pour l'ex-Yougoslavie                            |
| Médaille de l'OTAN pour le Kosovo        | Médaille de l'OTAN pour le Kosovo                                   |
| Médaille de l'OTAN pour la Macédoine     | Médaille de l'OTAN pour la Macédoine                                |
|                                          | Médaille de l'OTAN Article 5 de l'opération Eagle Assist            |
|                                          | Médaille de l'OTAN Article 5 de l'opération Active Endeavour        |
|                                          | Médaille de l'OTAN Non-Article 5 pour les Balkans                   |
|                                          | Médaille de l'OTAN Non-Article 5 pour la FIAS                       |
|                                          | Médaille de l'OTAN Non-Article 5 pour le Pakistan                   |
|                                          | Médaille de l'OTAN Non-Article 5 pour le NTM-Iraq                   |
|                                          | Médaille de l'OTAN Non-Article 5 pour l'AMIS                        |
|                                          | Médaille de l'OTAN Non-Article 5 pour l'Afrique                     |
|                                          | Médaille de l'OTAN Non-Article 5 pour l'opération Unified Protector |
|                                          | Médaille de l'OTAN Non-article 5 pour l'opération Sea Guardian      |

### Médailles de mission internationales
| Ruban | Décoration                                                                             |
| ----- | -------------------------------------------------------------------------------------- |
|       | Commission internationale de surveillance et de contrôle en Indochine; 1954–1973       |
|       | Commission internationale de surveillance et de contrôle au Vietnam, 1973              |
|       | Force multinationale d'observateurs au Sinaï; 1982-                                    |
|       | Mission civile d'observation de l'Union européenne dans les Balkans; Yugoslavie, 1991- |
|       | Force internationale pour le Timor oriental; 1999-2000                                 |
|       | Médaille du service de la Politique européenne de sécurité et de défense               |

### Médailles polaire et pour les bénévoles
| Ruban | Décoration                               |
| ----- | ---------------------------------------- |
|       | Médaille polaire                         |
|       | Médaille du souverain pour les bénévoles |

### Médailles commémoratives
| Ruban | Décoration                                                         |
| ----- | ------------------------------------------------------------------ |
|       | Médaille du jubilé d'or de Victoria - 1887                         |
|       | Médaille du jubilé de diamant de Victoria - 1897                   |
|       | Médaille du couronnement d'Édouard VII - 1902                      |
|       | Médaille du couronnement du Roi George V - 1911                    |
|       | Médaille du couronnement du Roi George VI - 1937                   |
|       | Médaille du couronnement d'Élisabeth II - 1953                     |
|       | Médaille du centenaire du Canada - 1967                            |
|       | Médaille du jubilé d'argent d'Élisabeth II - 1977                  |
|       | Médaille du 125e anniversaire de la Confédération du Canada - 1992 |
|       | Médaille du jubilé d'or d'Élisabeth II - 2002                      |
|       | Médaille du jubilé de diamant d'Élisabeth II - 2012                |

### Médailles de long service et de bonne conduite
| Ruban | Décoration                                               | Lettres post-nominales |
| ----- | -------------------------------------------------------- | ---------------------- |
|       | Médaille d’ancienneté de la Gendarmerie royale du Canada |                        |
|       | Décoration des Forces canadiennes                        | CD                     |

| Ruban | Décoration                                         |
| ----- | -------------------------------------------------- |
|       | Police Exemplary Service Medal                     |
|       | Corrections Exemplary Service Medal                |
|       | Fire Services Exemplary Service Medal              |
|       | Canadian Coast Guard Exemplary Service Medal       |
|       | Emergency Medical Services Exemplary Service Medal |
|       | Peace Officer Exemplary Service Medal              |

### Médaille spéciale
| Ruban | Décoration                      |
| ----- | ------------------------------- |
|       | Queen's Medal for Champion Shot |

### Autres décorations et médailles
| Ruban | Décoration                                                               | Lettres post-nominales |
| ----- | ------------------------------------------------------------------------ | ---------------------- |
|       | Ontario Medal for Good Citizenship                                       | OMC                    |
|       | Ontario Medal for Police Bravery                                         |                        |
|       | Ontario Medal for Firefighters Bravery                                   |                        |
|       | Saskatchewan Volunteer Medal                                             | SVM                    |
|       | Ontario Provincial Police Long Service and Good Conduct Medal            |                        |
|       | Médaille de service de l'Ordre très vénérable de Saint-Jean de Jérusalem |                        |
|       | Médaille de long service des Commissionnaires                            |                        |
|       | Newfoundland and Labrador Bravery Award                                  |                        |
|       | Newfoundland and Labrador Volunteer Service Medal                        |                        |
|       | British Columbia Fire Services Bravery Medal                             |                        |
|       | British Columbia Fire Services Long Service Medal                        |                        |
|       | Médaille commemorative du centenaire de la Saskatchewan                  |                        |
|       | Médaille du centenaire de l'Alberta                                      |                        |
|       | Médaille du jubilé de platine d'Élisabeth II                             |                        |